# Мольва
Мольва (Molva molva) — вид морський риб родини миневих (Lotidae).

## Ареал
Поширена в Північно-Східній Атлантиці — від Північної Норвегії та Ісландії до Біскайської затоки; в Північно-Західній Атлантиці — від Південної Гренландії до півночі Канади. Також зустрічається біля берегів Марокко та у Середземному морі (в північній його частині).

## Будова
Розміри до 2 м, зазвичай 90 — 100 см, вага до 45 кг. Тіло витягнуте з довгою плоскою головою. Верхня щелепа довша за нижню. Вусик, на нижній щелепі товстий. Бічна лінія майже пряма. Спинних плавця два, перший короткий, 14 — 15 променів, другий довгий — 62 — 65 променів. В анальному плавці 58 — 61 промінь. Забарвлення: спина та боки з коричневими або зеленими мармуровими плямами, черево жовтувато-біле.

## Спосіб життя та розмноження
Тривалість життя до 25 років. Демерсальна риба, зустрічається на глибинах 100–1000 м, зазвичай 100 — 400 м тільки на кам'янистому дні. Хижак, живиться рибою (оселедцеподібні, камбалоподібні), морськими зірками, ракоподібними, головоногими молюсками. Нерест у квітні — червні на глибинах 100–300 м, плодючість самиць 20 — 60 млн ікринок.

## Значення

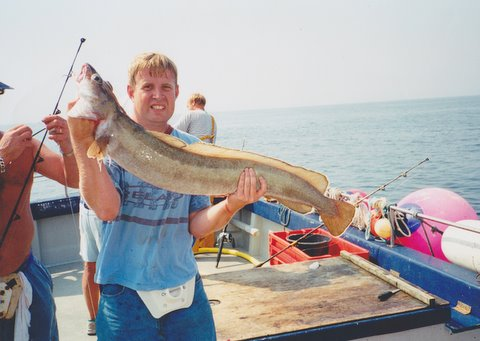
Впіймана мольва

Промислова риба, але промислове значення невелике. Вилов ведуть вздовж континентального шельфу протягом всього року, основний постачальник — Норвегія. М'ясо смачне, містить багато протеїну, кальцію та магнію. У продаж потрапляє у свіжому, замороженому, засоленому вигляді.